# Héctor Facundo
Héctor Facundo (2 de novembro de 1937) é um ex-futebolista argentino que competiu na Copa do Mundo FIFA de 1962.